# Magatzem de cal Xamora
El Magatzem de cal Xamora és una obra de Guissona (Segarra) inclosa a l'Inventari del Patrimoni Arquitectònic de Catalunya.

## Descripció
Planta baixa amb gran porta moderna d'entrada, que substitueix l'antiga i l'obertura(segurament una finestra) que hi devia haver al costat esquerre. A la banda dreta, hi ha una finestra amb arc ovalat, mur de pedra, igual que les quatre pilastres (una trencada per la porta moderna) que donen sentit de verticalitat a la façana.
La façana acaba en línia recta, més alt el cos central. S'alterna la pedra, l'arrebossat i els maons, que s'utilitzen per formar arcs sinuosos i de mig punt i crear zones més sortides que d'altres.
A la part dreta hi ha part d'habitatge, amb una petita entrada a la planta baixa, i un balcó al següent pis.